# Veličná

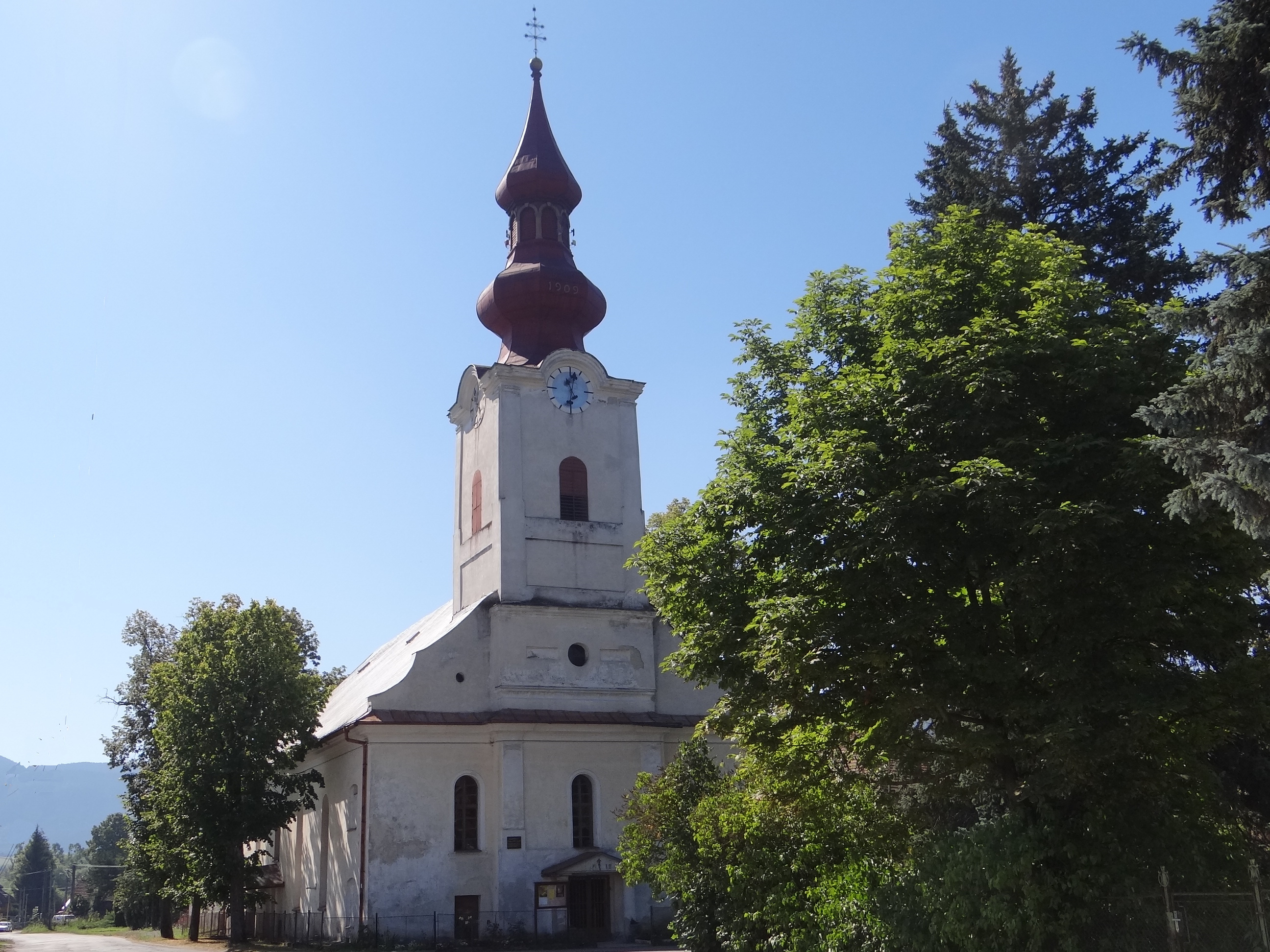
Kościół ewangelicki w Veličnej

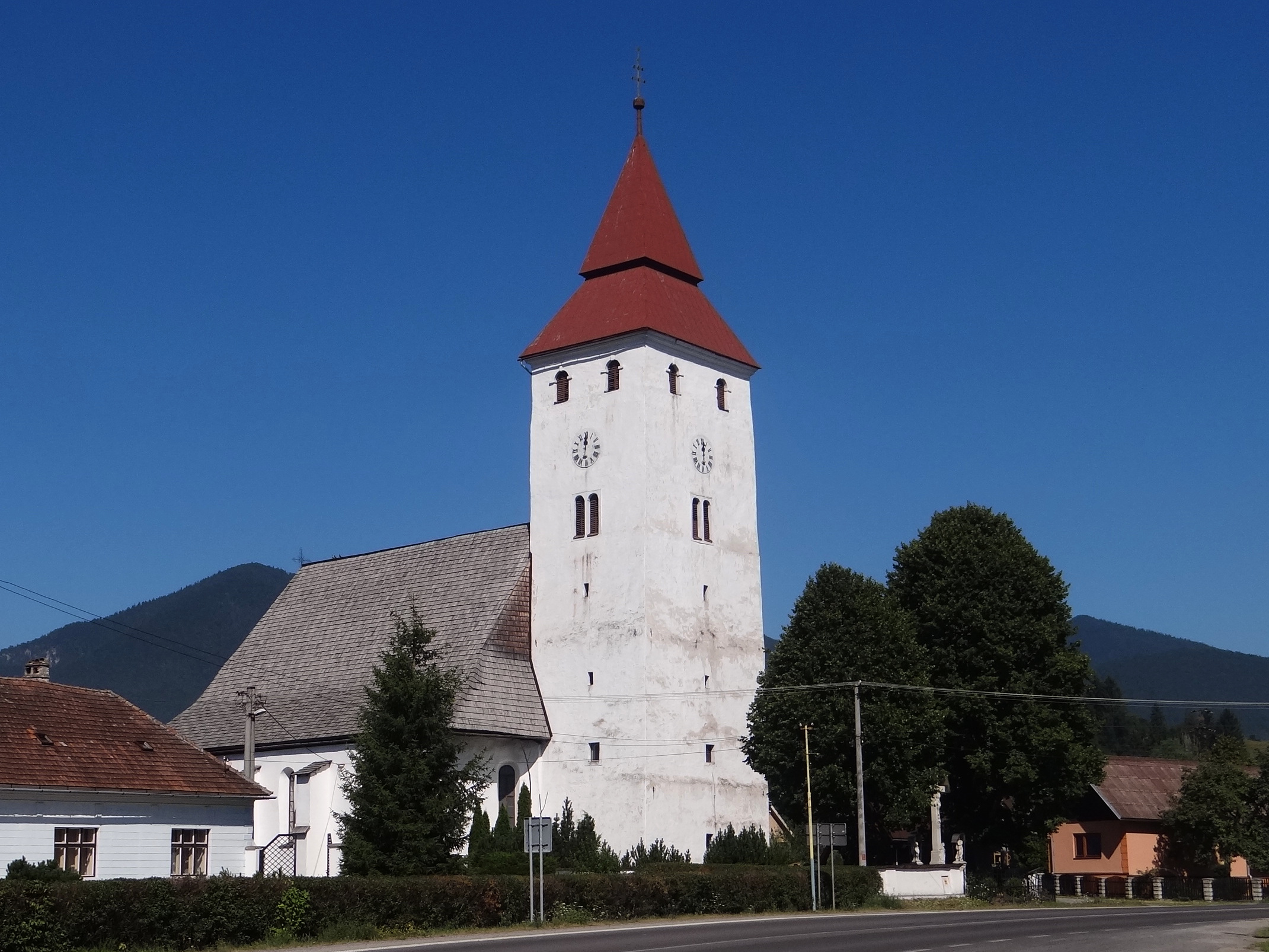
Kościół katolicki w Veličnej

Veličná (węg. Nagyfalu, pol. Wieliczna) – wieś (obec) w powiecie Dolný Kubín na Słowacji, na słowackiej Dolnej Orawie. Veličná liczy 1240 mieszkańców (31 grudnia 2016).

## Położenie
Historyczne centrum miejscowości znajduje się w dolinie rzeki Orawa, na jej prawym brzegu w miejscu, gdzie do Orawy uchodzi potok Orvišník. Obecnie zabudowania Wielicznej ciągną się również w górę dolinki potoku Orvišník, obejmując także dawniej samodzielną wieś Revišné. Większa część obszaru administracyjnego wsi to pola uprawne, łąki i pastwiska. Zalesione są jedynie najbardziej na północ sięgające tereny, wspinające się na stoki Magury Orawskiej.
Przez Wieliczną, wzdłuż doliny Orawy, biegną linia kolejowa nr 181 Kraľovany – Trstená oraz droga krajowa nr 70 z Kraľovan do Dolnego Kubina. We wsi jeden z nielicznych mostów na Orawie, łączący Wieliczną z wsią Oravská Poruba.

## Historia
Jest jedną z najstarszych i historycznie jedną z najważniejszych wsi Orawy. Najstarsze znaleziska archeologiczne z terenu wsi – ślady osiedla oraz cmentarzysko ciałopalne – zaliczane są do kultury łużyckiej z młodszej epoki brązu oraz do kultury halsztackiej. Kolejne pochodzą z XI w.
Pierwsza wzmianka pisemna o Wielicznej pochodzi z 1272 r., kiedy była wspomniana pod łacińską nazwą Magna Villa (Wielka Wieś). Świadczy to, że już w tych czasach wieś wyróżniała się swoją wielkością. Węgierski odpowiednik nazwy (Nag Falw) pojawił się w źródłach w 1420 r. Od 1351 r. Veličná posiadała już kościół parafialny i była siedzibą parafii rzymskokatolickiej obejmującej wszystkie wsie w dolinie Orawy od Kraľovan po Orawskie Podzamcze.
W 1370 r. Veličná posiadała już status miasteczka i stała się siedzibą nowo powstałej żupy orawskiej. Podstawą jej ekonomicznej prosperity, poza rolnictwem i rzemiosłem, był handel z Polską. Największe korzyści przynosił handel polską solą z kopalni w Wieliczce. Przywilej na obrót tym strategicznym towarem (również poza terenem wsi) wraz ze zwolnieniem z płacenia myt od tego towaru nadał wsi król Zygmunt Luksemburski. Potwierdził go król Ludwik II Jagiellończyk w 1525 r., a następnie Ferdynand I Habsburg w roku 1548. Cesarz Rudolf II w 1583 r. potwierdził poprzednie przywileje, dodając wsi prawo składu na polską sól. W 1635 r. Ferdynand II nadał Veličnej prawo organizowania cotygodniowych targów (w poniedziałki) na produkty rolnicze i bydło oraz pięciu jarmarków w roku. Wśród miejscowych rzemieślników byli wspominani szewcy, krawcy, garbarze, murarze, cieśle, garncarze, kowale, ślusarze wyrabiający zamki i in. W 1616 r. został założony cech krawiecki, w 1628 r. – szewski, w 1678 r. – rzeźniczy. Około 1640 r. powstał we wsi szpital z przytułkiem, a od roku 1643 istniała tu również szkoła.
Rozwój Veličnej załamał się w roku 1683, kiedy to zrabowały ją i spaliły wojska polsko-litewskiego korpusu posiłkowego, ciągnącego pod Wiedeń. Po pożarze, w trakcie którego spalił się i kościół wraz z mieszczącym się w jego wieży miejskim i żupnym archiwum, siedziba żupy przeniosła się do Dolnego Kubína, który był w tym czasie jeszcze maleńką wioską. Wielu mieszkańców przeniosło się do okolicznych wsi.
Głównym zajęciem mieszkańców stała się uprawa roli i chów dobytku. Zboże mełło się w kilku miejscowych młynach. W 1740 r. uruchomiono niewielki browar. W wielu gospodarstwach trudniono się domową produkcją wódki (słow. pálenka). Oprócz zbóż uprawiano licznie len i konopie, stanowiące podstawę miejscowego płóciennictwa. Od 1902 r. płótna te barwiono w miejscowej farbiarni. W II poł. XIX w. w. zaczęły odradzać się i inne dziedziny rzemiosła.
Patent tolerancyjny cesarza Józefa II z roku 1781 pozwolił również w Veličnej na wzniesienie kościoła ewangelickiego (1785) z farą (1789) i szkołą (1793).

## Postacie związane z Veličną
- Martin Benka (1888–1971), malarz, grafik i ilustrator;
- Peter Michal Bohúň (1822–1879), malarz, działacz narodowy;
- Juraj Chorvát (1895–1955), architekt;
- Mikuláš Huba (1891–1981), pracownik administracji państwowej, działacz turystyczny, fotografik;
- Ján Seberini (1780–1857), duchowny ewangelicki, historyk, pisarz.

## Zabytki
- Kościół rzymskokatolicki pw. św. Michała Archanioła z końca XVII w., postawiony na miejscu starego, XIV-wiecznego, spalonego w 1683 r. Otoczony murem, wnętrze barokowe. Przed kościołem kalwaria z 1777 r. i pozostałości dawnego cmentarza;
- Kościół ewangelicki z 1785 r., z wieżą dobudowaną w 1865 r. W ołtarzu obraz Wniebowstąpienie z 1864 r., pędzla Petra Bohúňa;
- Dawny „Dom Żupny” (powszechnie nazywany „Ratuszem”). Zbudowany w XVII w. Pierwotnie wzniesiony na słupach, pomiędzy którymi odbywały się targi (później te podcienia zabudowano);
- Dawny kasztel z 1746 r. Pierwotnie barokowy, po licznych przebudowach stracił cechy stylowe (zachowanych szereg detali architektonicznych);
- Drewniane, zrębowe domy kryte gontem;
- Dom rodzinny Petra Bohúňa z poświęconą mu tablicą pamiątkową.